# 塩谷綾子
塩谷 綾子（しおや あやこ、1981年5月31日 - ）は、日本の女性声優。青森県出身。マウスプロモーション所属。

## 略歴
2009年にマウスプロモーション所属。

## 人物
声優としてはアニメ、外画などで活躍している。
方言は津軽弁。趣味・特技は料理。

## 出演

### テレビアニメ
- NARUTO -ナルト- 疾風伝（2010年、女芸人[5]）
- 宇宙戦艦ヤマト2199（2013年、ガイド音声[6]）
- アイカツ!（2013年 - 2015年[7]、記者[8]、ファン[9]、ホストファミリーの母[10]、店員[7]）
- プリンス・オブ・ストライド オルタナティブ（2016年、八神陸〈幼少時代〉[11]）
- ふらいんぐうぃっち（2016年、女子[12]）
- 殺戮の天使（2018年、施設の女[13]）

### OVA
- 清く正しく美しく（2008年、ヒメ）
- 今際の国のアリス（2014年[14]） - コミックス第13巻DVD付き限定版

### Webアニメ
- マウスどうぶつえん（2019年、タスマニアデビルのあやこ）

### ゲーム
- 侍道4（2011年）
- ブレイドアンドソウル（2014年）
- ゴーストリコン ブレイクポイント（2019年）
- The Last of Us Part II（2020年）
- ファイナルファンタジーVII リメイク（2020年）
- プロジェクトセカイ カラフルステージ! feat. 初音ミク（2025年、日野森家の祖母）

### ドラマCD
- JIHAI
- 特殊郵便物承ります
- MAUSU THEATER

### 吹き替え

#### 映画
- アナベル 死霊博物館
- ある会社員（ヤン）
- アルゴ
- アルマゲドン2010
- エンド・オブ・ホワイトハウス（看護士、女性キャスター 他）
- キック・アス/ジャスティス・フォーエバー（ナイト・ビッチ）
- キムチ 不朽の名作（スクチャ）
- キャビン（リン〈エイミー・アッカー〉）
- ゲーム・オブ・デス（アニー）
- 最後の晩餐（チョウ・ルイ〈ペース・ウー〉）
- サイレント・ワールド
- ザ・マーダー（ジェニー・テムズ）
- サラの鍵（サラの母）
- 幸せがおカネで買えるワケ（ベス）
- ドラッグ・ウォー 毒戦
- ハウスメイド
- パシフィック・リム
- 50/50 フィフティ・フィフティ
- プールサイド・デイズ（ステフ〈ゾーイ・レビン〉）
- Black & White/ブラック & ホワイト（ケリー〈リーラ・サヴァスタ〉）
- ホワイトハウス・ダウン（女性キャスター[15] 他）
- ポンペイ（アリアドネ〈ジェシカ・ルーカス〉）
- M10.0 ロサンゼルス大地震（ステファニー〈クリステン・ダルトン〉）
- リンカーン/秘密の書[16]
- REC/レック2
- REDリターンズ（女の声1）
- ROMA/ローマ（クレオ）

#### ドラマ
- iCarly
- アンフォゲッタブル 完全記憶捜査
- イヴのすべて
- インスティンクト -異常犯罪捜査-
- ウェアハウス13 〜秘密の倉庫 事件ファイル〜（アビゲイル）
- NCIS:LA 〜極秘潜入捜査班
- NCIS: ニューオーリンズ
- エレメンタリー ホームズ&ワトソン in NY
- カリフォルニケーション
- キャッスル 〜ミステリー作家は事件がお好き2
- CSI:ニューヨーク6
- SUITS/スーツ
- ストライクバック:極秘ミッション
- スマーフ2 アイドル救出大作戦!
- ダーティ・グランパ（レノーア〈オーブリー・プラザ〉）
- 誰よりも狙われた男
- チェイス!（アーリア〈カトリーナ・カイフ〉）
- チャーリー・モルデカイ 華麗なる名画の秘密（飛行機女）
- トゥルーブラッド（ナオミ）
- となりの美男
- NIKITA / ニキータ
- ねじれた疑惑
- ハウス・オブ・カード 野望の階段（メーガン・ヘネシー）
- バトル・オブ・バミューダトライアングル
- ブラザーズ&シスターズ
- マンハッタンに恋をして 〜キャリーの日記〜
- 名探偵ポワロ 三幕の殺人
- REIGN/クイーン・メアリー（グリア〈ジェネッサ・グラント〉）

#### テレビ番組
- アンダーカバー・ボス 社長潜入調査
- 1分間チャレンジ 〜めざせ!100万ドル
- エレンの部屋
- サバイバー オールスター編

#### アニメ
- アウルハウス（リリス）[17]
- クラスメイトはモンキー

### ボイスオーバー
- 飛び出せ!科学くん
- ショップジャパン「ニンジャ」
- ナショジオ ワイルド「ニシキヘビ・ハンター ケニーとゾルダンが行く猛毒の世界」

### ラジオ
- 坂巻・塩谷・山口のムチャリブレ

### オーディオブック
- 池袋ウエストゲートパーク 8 非正規レジスタンス―（2015年、モエ）
- ダイバージェント 異端者 上・下（2018年、朗読）
- ダイバージェント2 叛乱者 上・下（2018年、朗読）
- ダイバージェント3 忠誠者 上・下（2018年、朗読）
- 恋歌（2018年、花圃）